# Henry Reuterdahl
 Ikke at forveksle med Henrik Reuterdahl.
Henry Reuterdahl (født 12. august 1870 i Malmö, død 20. december 1925 i Washington) var en svensk-amerikansk kunstner. 
Han studerede i Stockholm, men udvandrede 1893 til Amerika, hvor hans kunstneriske virksomhed falder dels som meget benyttet tegner for nordamerikanske dagblade og tidsskrifter (særlig mariner), dels som maler. Sømaleriet (Reuterdahl blev selv redaktør af "Jane’s Naval Annual") var hans speciale (Kampen mellem Monitor og Merrimac, 1912, i Washingtons Nationalmuseum). I 1915 fik Reuterdahl sølvmedalje for sine malerier på Panama-udstillingen. Reuterdahls kunst var repræsenteret på Göteborg-udstillingen 1923.

## Galleri
- Illustration til Rudyard Kiplings science fiction-historie "With the Night Mail: A Story of 2000 A.D." (1903)
- The Atlantic Fleet in the Harbor of Rio de Janeiro, som del af Great White Fleet-ekspeditionen (1907)
- Blast Furnaces, hans bidrag til Armory Show (1913)
- Rekrutteringsplakat for flåden (1917)